# Rio Ciudomir
O Rio Ciudomir é um rio da Romênia, afluente do Tărhăuş, localizado no distrito de Bacău.